# Oliver (cantor)
William Oliver Swofford, nome artístico Oliver (North Wilkesboro, 22 de fevereiro de 1945 - Shreveport, 12 de fevereiro de 2000) foi um cantor norte-americano de música pop.

## Biografia
Com voz de barítono, cabelo comprido bem aparado e boa aparência, Oliver começou a cantar enquanto ainda cursava a Universidade da Carolina do Norte em Chapel Hill, no início dos anos 60, onde fez parte de dois grupos usando o nome de Bill Swofford.
Em julho de 1969, já usando o nome com que ficaria famoso, seu nome do meio, Oliver foi alçado à fama internacional ao gravar a single da canção "Good Morning Starshine", originalmente do musical Hair, que atingiu a 3ª posição da parada da Billboard, vendeu mais de um milhão de discos e lhe deu seu primeiro Disco de Ouro no mês seguinte. Em outubro do mesmo ano, ele atingiria o nº2 da Billboard Hot 100 e o nº1 da Billboard Hot Adult Contemporary Tracks com a balada "Jean" música-tema do filme A Primavera de uma Solteirona, vencedor do oscar de melhor atriz daquele ano com Maggie Smith. "Jean" também vendeu mais de um milhão de cópias, dando a Oliver seu segundo Disco de Ouro com poucos meses de diferença.
Seus discos posteriores fizeram bem menos sucesso e, após uma divergência de estilos musicais com seu empresário, ele passou a dedicar-se à música folk. Reassumindo novamente seu nome artístico anterior de Bill Swofford, Oliver passou a fazer shows em centenas de campus universitários pelo interior dos Estados Unidos, especialmente em 1976 e 1977. Apesar de seus talentos vocais, não conseguiu mais hits nas paradas. Uma curta tentativa de trabalhar junto com Karen Carpenter no fim da década não foi bem sucedida e o cantor desapareceu dos meios de comunicação.
Em 1983, a revista People publicou um artigo sobre ele, descrevendo-o com um feliz pai de família mantendo distância da indústria musical e trabalhando em venda de imóveis. Mais tarde ele tornou-se gerente de negócios de uma indústria farmacêutica da Luisiana.
Durante os anos 90 Oliver foi diagnosticado com câncer. Ele morreu em fevereiro de 2000, dez dias antes de completar 55 anos, em Shreveport, Luisiana.
Em 2009, sua cidade natal de North Wilkesboro, na Carolina do Norte, criou a OliverFest, um evento de música e dança para a população em sua homenagem.